# Boñar
Boñar és un municipi de la província de Lleó, a la comunitat autònoma de Castella i Lleó.

## Demografia
| 1994 | 1996 | 1998 | 2000 | 2002 | 2004 | 2006 |
| ---- | ---- | ---- | ---- | ---- | ---- | ---- |
| 2828 | 2664 | 2621 | 2592 | 2513 | 2351 | 2236 |